# Aristolochia westlandii
Aristolochia westlandii Hemsl. – gatunek rośliny z rodziny kokornakowatych (Aristolochiaceae Juss.). Występuje endemicznie w południowo-wschodnich Chinach, w prowincji Guangdong.

## Morfologia
PokrójKrzew o pnących i owłosionych pędach.
LiścieMają podłużnie lancetowaty lub podłużny kształt. Mają 12–20 cm długości oraz 2–5 cm szerokości. Czasami są skórzaste. Z ostrym wierzchołkiem.  Ogonek liściowy jest owłosiony i ma długość 1–1,5 cm.
KwiatyZygomorficzne, pojedyncze. Mają żółtawą barwę z purpurowymi plamkami. Dorastają do 5–6 mm długości i 1,5–2 mm średnicy. Mają kształt wygiętej tubki.

## Biologia i ekologia
Rośnie w lasach. Występuje na wysokości do 800 m n.p.m.

## Ochrona
W Czerwonej księdze gatunków zagrożonych został zaliczony do kategorii CR – gatunków krytycznie zagrożonych wyginięciem.